# Chi Chân bê
Chi Chân bê (danh pháp khoa học: Arum) là một chi thực vật có hoa trong họ Ráy. Chi này có khoảng 32 loài, là các loài bản địa của châu Âu, Bắc Phi, và Tây Á, với độ đa dạng loài cao nhất ở vùng Địa Trung Hải.

## Loài
Chi này gồm các loài sau:
- Arum albispathum (hort. ex Engl.,)
- Arum alpinariae ((Alpinar & R.R.Mill) P.C.Boyce, 2006)
- Arum apulum ((Carano) P.C.Boyce, 1993)
- Arum balansanum (R.R.Mill, 1983)
- Arum besserianum (Schott, 1858)
- Arum byzantinum (Blume, 1836)
- Arum concinnatum (Schott, 1857)
- Arum cordatum ((Kunth) Vell., 1831)
- Arum creticum (Boiss. & Heldr., 1854)
- Arum cylindraceum (Gasp., 1844)
- Arum cyrenaicum (Hruby, 1912)
- Arum dioscoridis (Sm., 1816)
- Arum elongatum (Steven, 1857)
- Arum euxinum (R.R.Mill, 1983)
- Arum gratum (Schott, 1856)
- Arum hainesii (Riedl, 1981)
- Arum hygrophilum (Boiss., 1854)
- Arum idaeum (Coustur. & Gand., 1916 publ. 1917)
- Arum italicum (Mill., 1768)
- Arum jacquemontii (Blume, 1836)
- Arum korolkowii (Regel, 1873)
- Arum lucanum (Cavara & Grande, 1913)
- Arum maculatum (L., 1753)
- Arum megobrebi (Lobin, M.Neumann, Bogner & P.C.Boyce, 2007)
- Arum nigrum (Schott, 1857)
- Arum orientale (M.Bieb., 1808)
- Arum palaestinum (Boiss., 1854)
- Arum pictum (L.f., 1782)
- Arum purpureospathum (P.C.Boyce, 1987)
- Arum rupicola (Boiss., 1854)
- Arum sintenisii ((Engl.) P.C.Boyce, 1994 publ. 1995)
- Arum sooi (Terpó, 1973)

## Hình ảnh

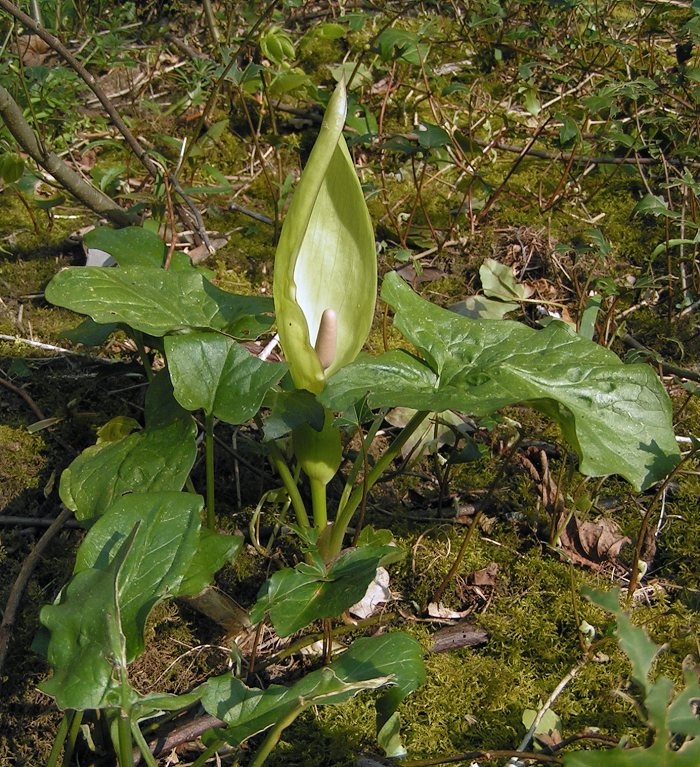
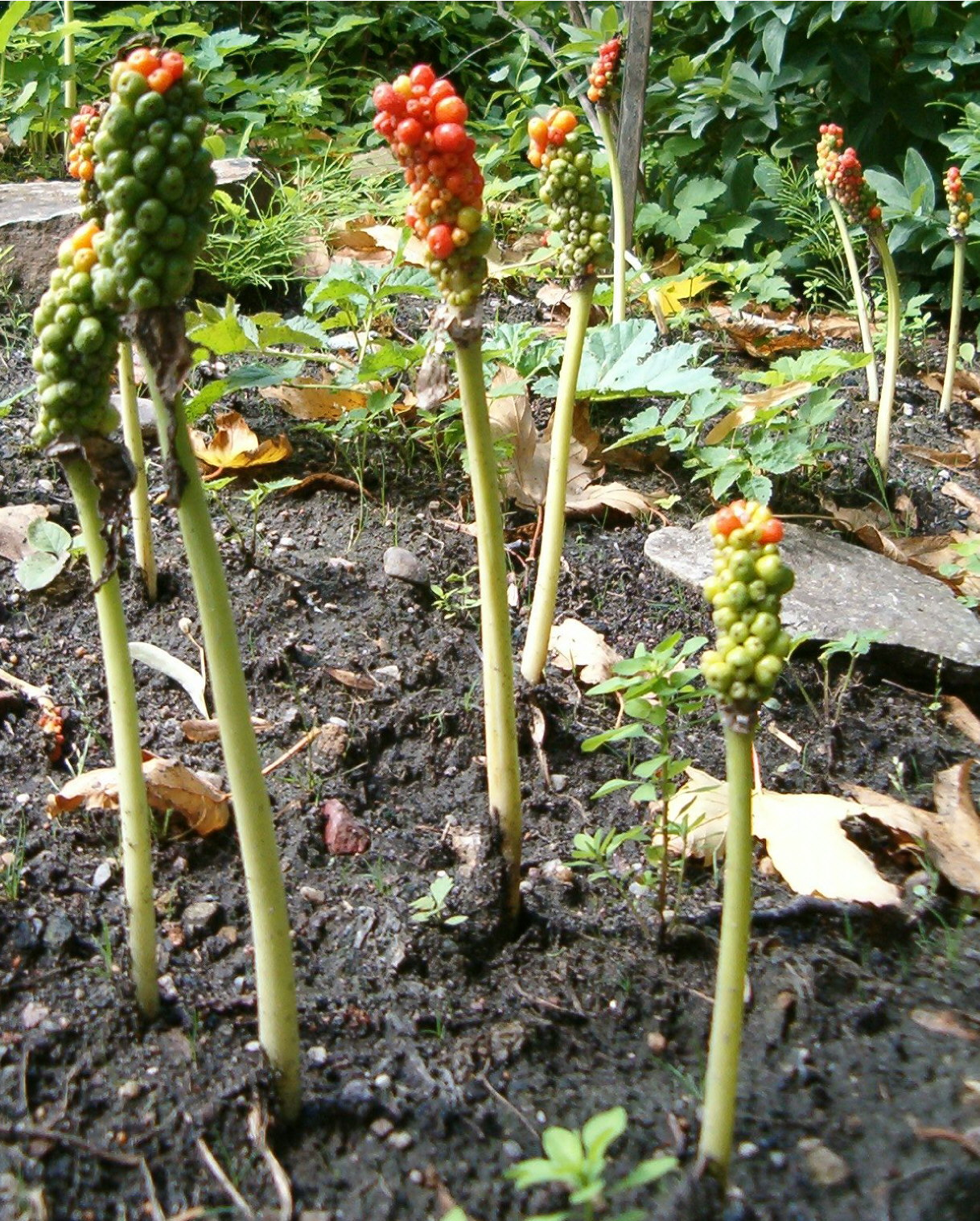
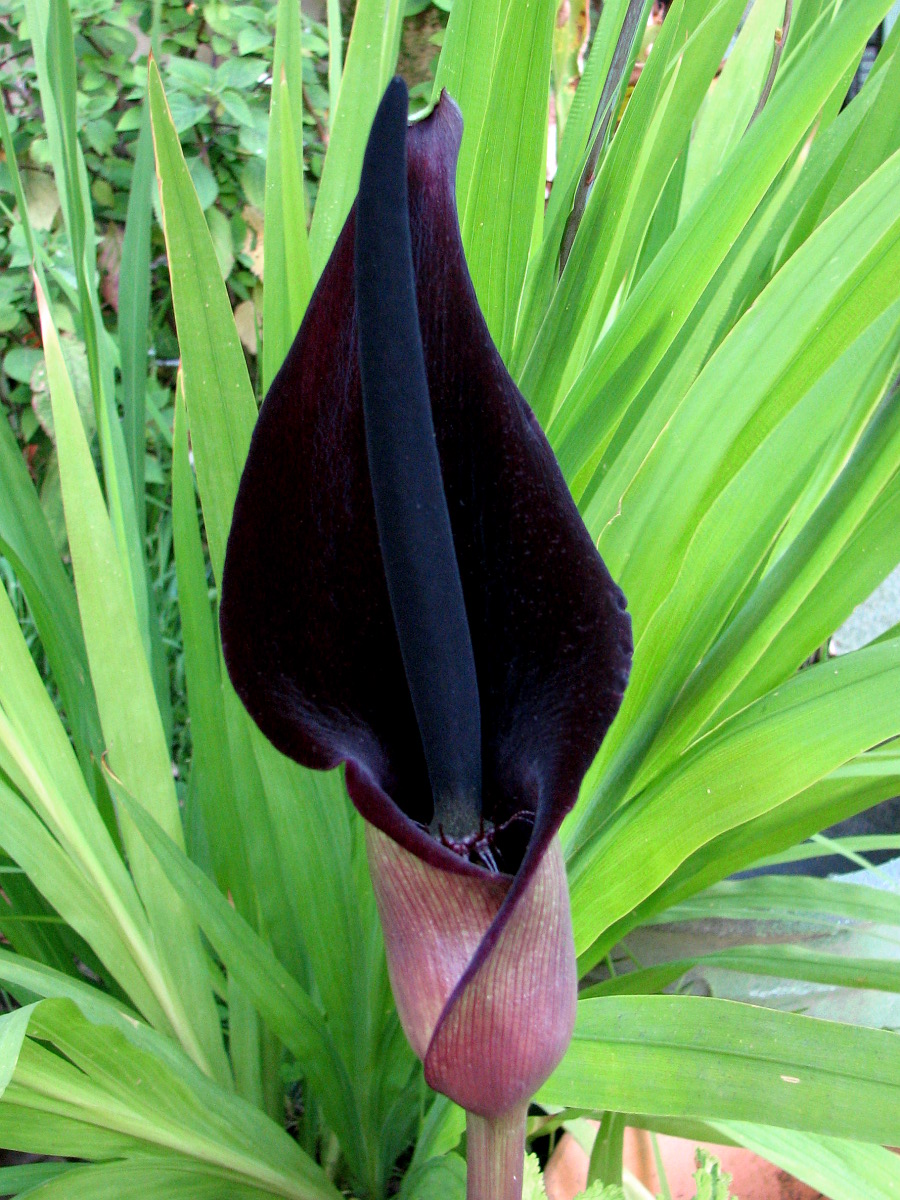
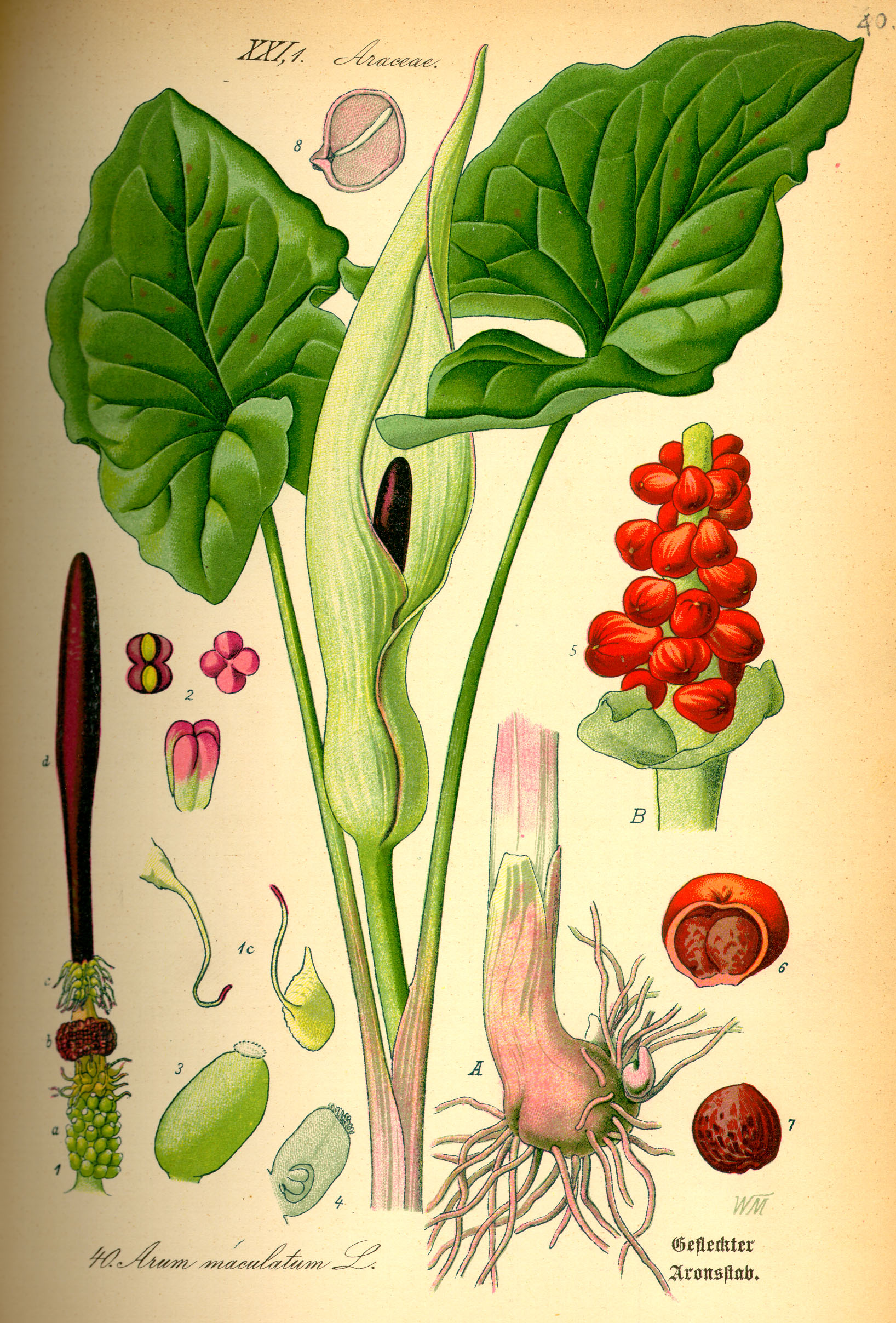